# Nar Nar Goon
Nar Nar Goon (1 010 habitants) est une localité australienne du sud de l'État du Victoria, située dans le Gippsland à 61 kilomètres à l'est de Melbourne, dans sa grande banlieue.
Son nom est d'origine aborigène et signifie Koala.
Le village est connu pour les peintures murales qui ornent ses maisons.

## Référence
- (en) Statistiques sur Nar Nar Goon